# Legrandiet
Het mineraal legrandiet is een gehydrateerd zink-arsenaat met de chemische formule Zn2(AsO4)(OH)·(H2O).

## Eigenschappen
Het doorschijnend gele of geeloranje legrandiet heeft een glasglans, een witte streepkleur en de splijting is imperfect volgens het kristalvlak [100]. Legrandiet heeft een gemiddelde dichtheid van 4 en de hardheid is 4 tot 5. Het kristalstelsel is monoklien en het mineraal is niet radioactief.

## Naam
Het mineraal legrandiet is genoemd naar Legrand, een Belgische mijningenieur.

## Voorkomen
Legrandiet is een secundair mineraal dat voorkomt in zink-ertsen. De typelocatie is de Ojuela mijn vlak bij Mapimi, Durango, Mexico.